# Euphorbia austriaca
Euphorbia austriaca là một loài thực vật có hoa trong họ Đại kích. Loài này được A.Kern. mô tả khoa học đầu tiên năm 1875.

## Hình ảnh

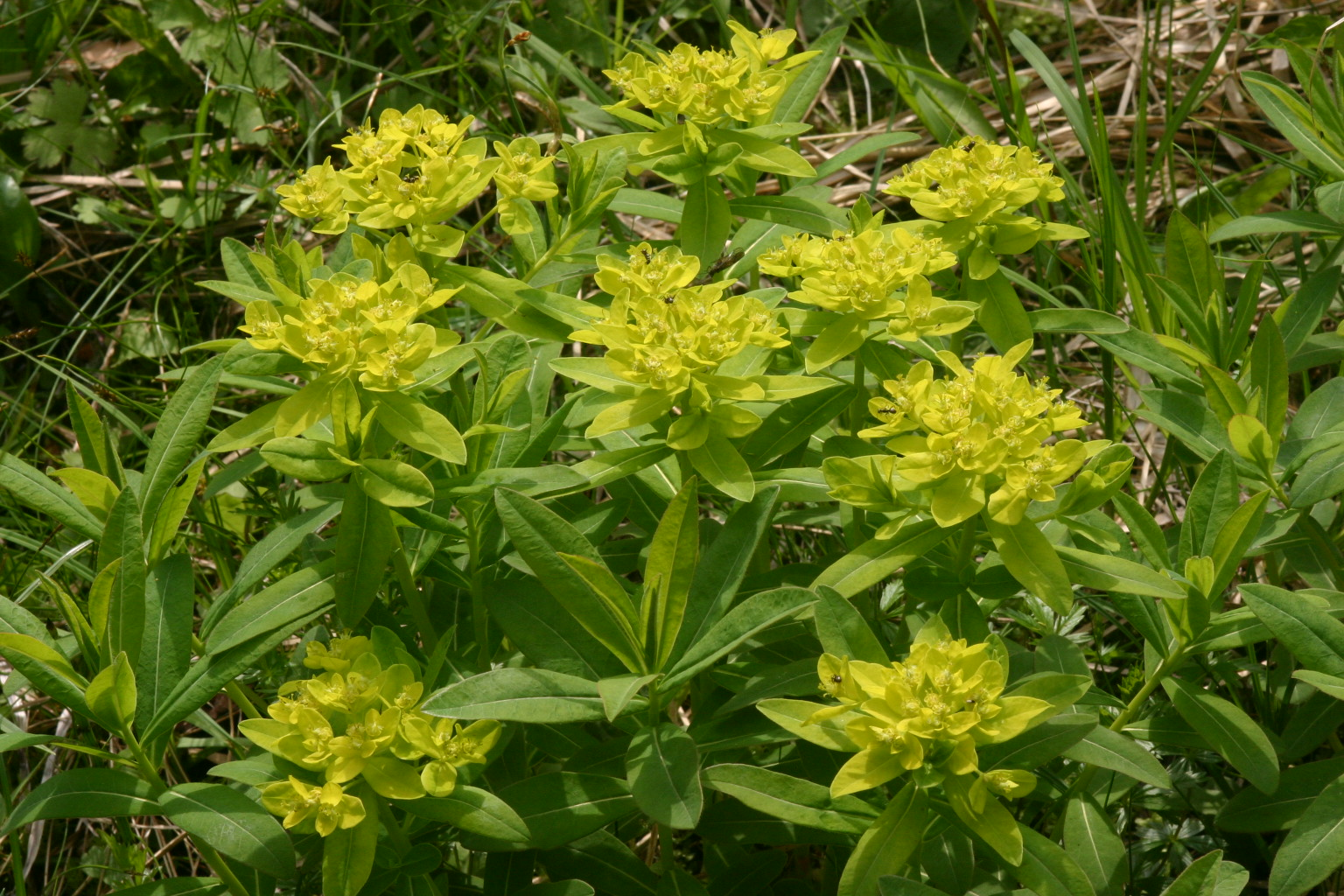
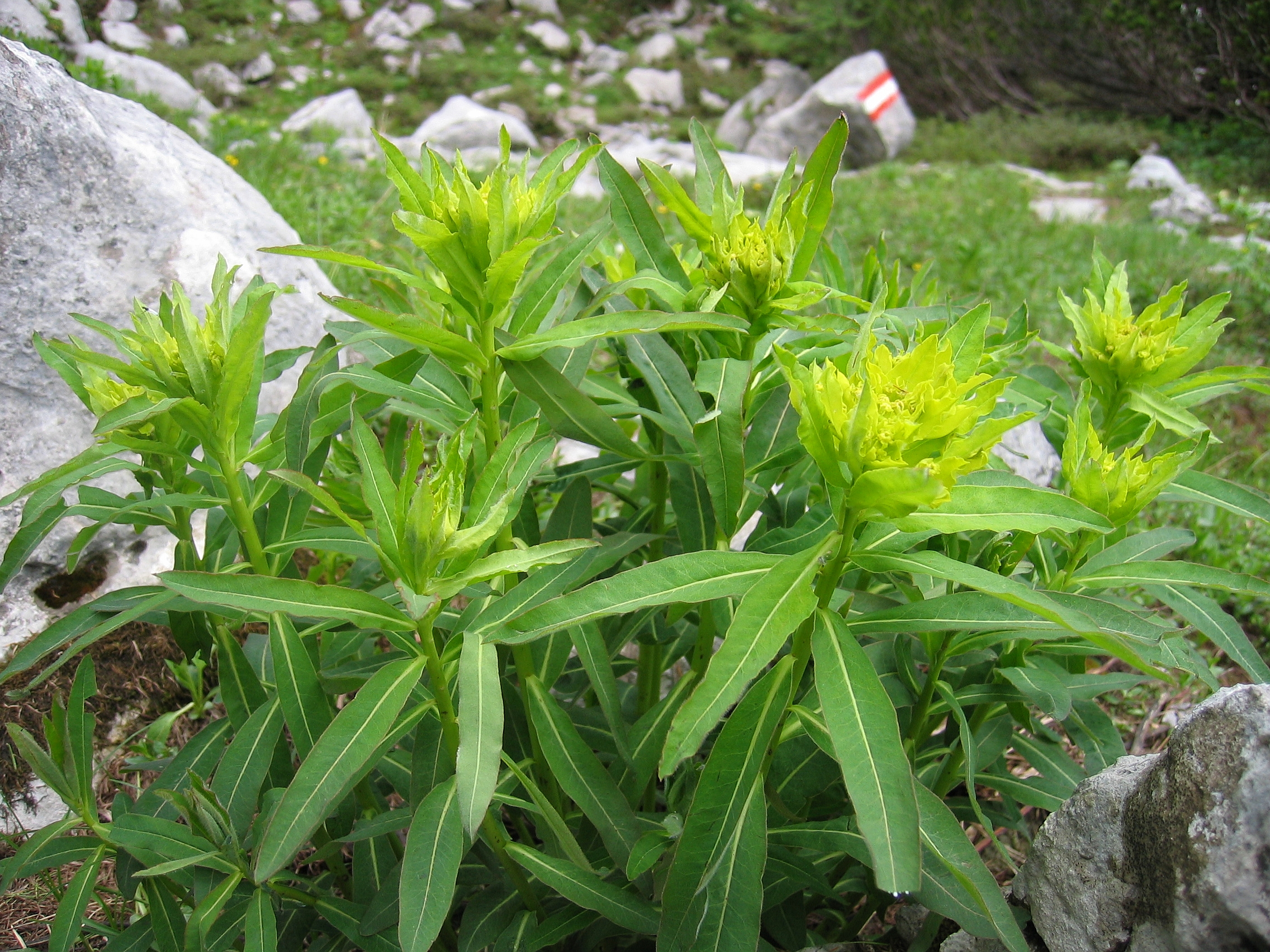
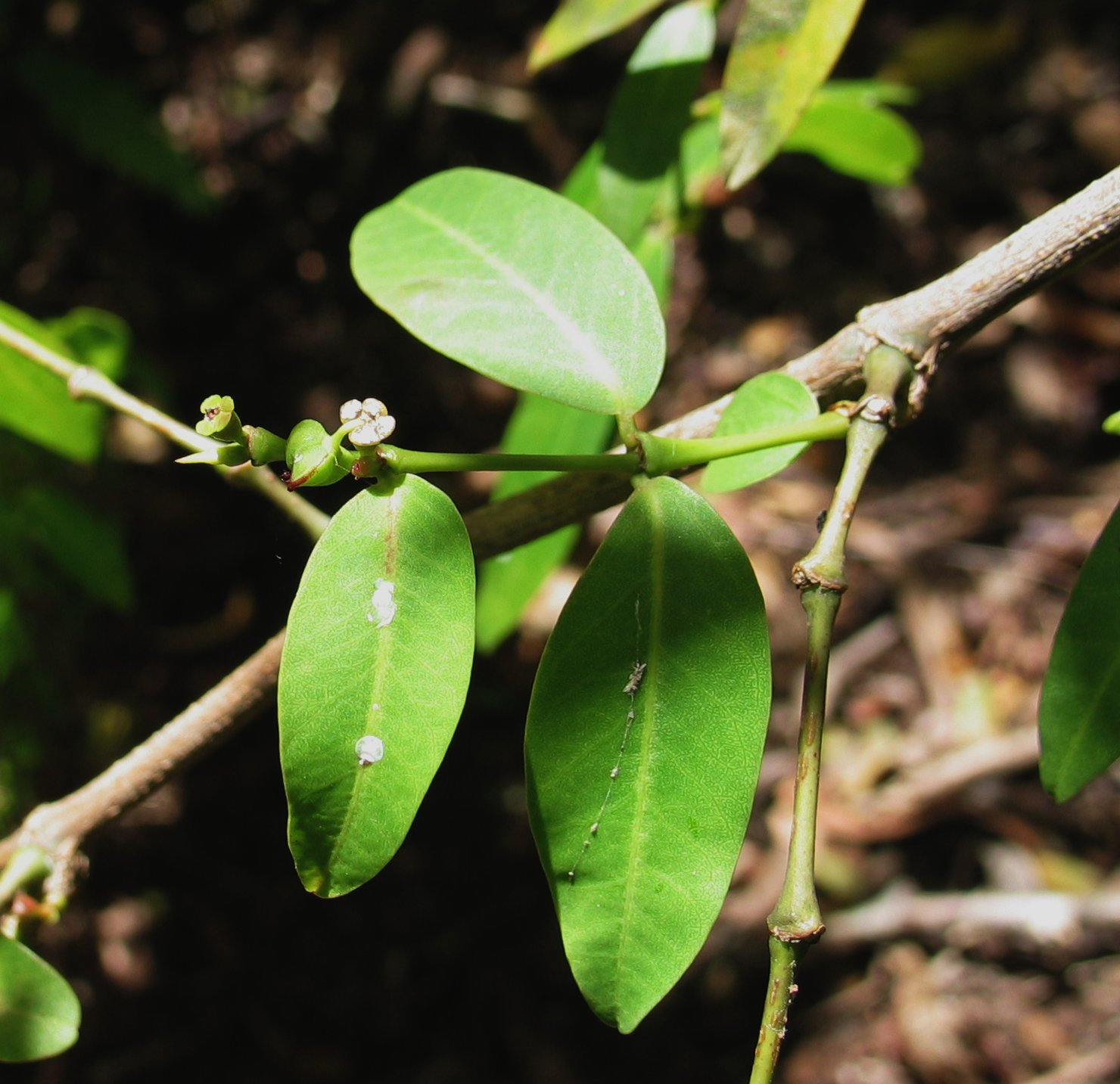
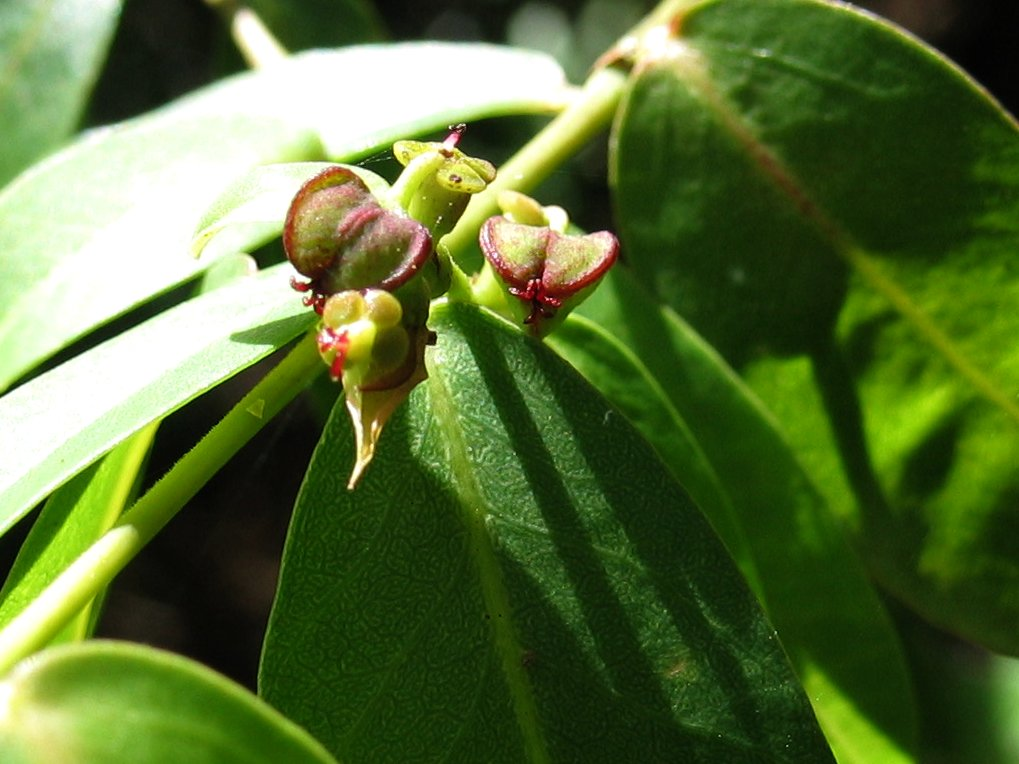